# Гвендолін (фільм)
«Гвендолін» (фр. Gwendoline) — французький фільм режисера Жуста Жакена, що вийшов 1984 року. У головній ролі — Тоні Кітейн. Інші назви: «Небезпечні пригоди Гвендолін в країні Іч-Як», «Золотий метелик». Фільм знято за коміксами Джона Віллі «Пригоди милої Гвендолін» (англ. The Adventures of Sweet Gwendoline).

## Сюжет
Пригодницький фільм від творця фільмів «Еммануель» і «Історія О» оповідає про пригоди двох європейських дівчат — пані (юної вихованки монастиря, яка вирушила на пошуки батька в далекий Китай) і її служниці — в екзотичній східній країні Ік-Як (Yik-Yak), населеної химерними мешканками — амазонками.
Дівчат супроводжує молодий і привабливий контрабандист Віллард, який врятував їх від ґвалтівників. Він вирішує допомогти Гвен знайти батька і рідкісного метелика, у пошуках якого той вирушив до Китаю. Мешканки Іч-Як живуть замкнуто, кожен чоловік, який прибув в країну стає бажаною здобиччю. Право проведення ночі з Віллардом розігрується як приз спортивних змагань. Перемагає Гвендолін; а землетрус допомагає героям втекти з полону.

## У головних ролях
- Тоні Кітейн — Гвендолін
- Брент Хафф — Віллард
- Забу — Бет
- Бернадетт Лафон — Королева Іч-Як
- Жан Ружері — Д'Арсі

## Цікаві факти
- Слоган фільму «Outrageous adventures in the Kingdom of Women»